# William Wasbrough Foster
Pour les articles homonymes, voir William Foster et Foster.
Le major général William Wasbrough Foster (1er octobre 1875-2 décembre 1954) est un homme politique canadien de la Colombie-Britannique. Il est député provincial conservateur de la circonscription britanno-colombienne de The Islands d'une élection partielle en 1913 à 1916.
Il est ministre des Travaux publics peu avant la Première Guerre mondiale dans le gouvernement du premier ministre Richard McBride. 

## Biographie

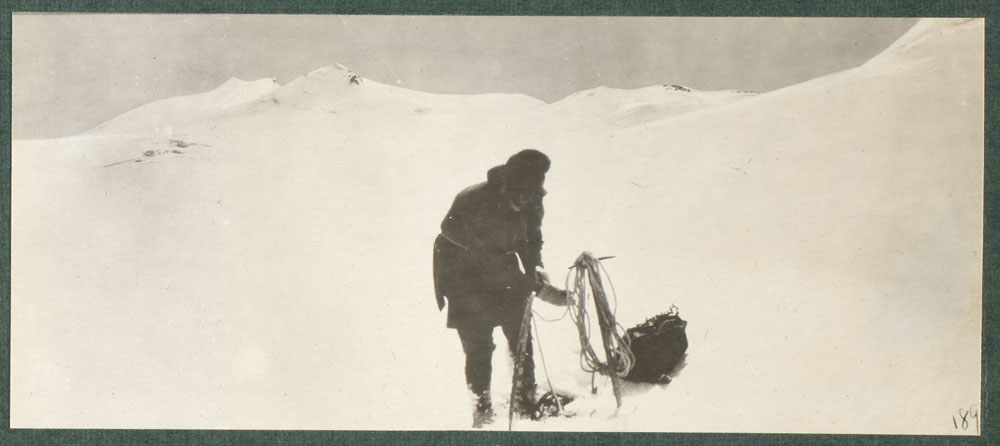
Foster pendant une expédition en 1925.

Connu sous le surnom de Billy, Forster naît à Bristol dans le sud-ouest de l'Angleterre. Il étudie en ingénierie Wycliffe College (en) de Stonehouse dans le Gloucestershire avant d'immigrer en Colombie-Britannique en 1894. Se lançant dans une entreprise forrestière, il sert également comme surintendant du Canadien Pacifique et comme officier de police à Revelstoke. 
Avide alpiniste, il fait partie de la première expédition d'ascension du mont Robson et du mont Logan, plus haut sommet du Canada. Il sert aussi comme président du Club alpin du Canada.
Durant la Première Guerre mondiale, il prend part aux combats de la Somme et de la Crête de Vimy. Il obtient le grade de lieutenant et est récompensé de l'ordre du Service distingué. 

## Relations industrielles
Directeur de la compagnie forestière Evans, Coleman and Evans membre de la Shipping Federation of British Columbia (en) qui contribue au fonctionnement du port Metro Vancouver.
En 1923, Forster est à la tête de la Shipping Federation et équipe un groupe organisé de 144 personnes de badges et d'armes à feu de la Vancouver Police Department afin de protéger le millier de briseurs de grève. Le groupe était essentiellement composé d'étudiant d'écoles secondaire et de l'université de la Colombie-Britannique. 
La grève et le syndicat étant matés, les débardeurs se réunissent dans une nouvelle organisation syndicale nommée Vancouver and District Waterfront Workers' Association (en). Pendant environ une décenie, des organisateurs communistes transforment l'organisation en une entité militante qui entrera, elle aussi, en conflit avec le colonel Foster.

## Chef de police
Foster obtient une grande notoriété lorsqu'il est nommé chef de la police de Vancouver le 3 janvier 1935. Il entre alors en conflit avec le Parti communiste du Canada et la Ligue d'unité ouvrière qui planifient une grève général en mai 1935. 
Les inondations du printemps 1935 annulent le projet de grève générale, mais les camps des agitations dans les camps de travailleurs, créés afin d'aider les travailleurs subissant les contrecoup de la Grande dépression, se développement en Marche sur Ottawa.
Il utilise son influence à une occasion afin de faire adopter un règlement interdisant aux femmes blanches de travailler dans le Chinatown sous prétexte qu'elles seraient attirées par une forme d'esclavage blanc. Certains restaurateur se voient également privé de licence commerciale qui leur sont rétablies lorsque ceux-ci acceptent de ne plus employer de femmes blanches.

## Bataille de Ballantyne Pier
Forster entre dans une confrontation avec des militants communistes lors de la bataille de Ballantyne Pier (en) alors qu'un groupe d'environ mille débardeurs et partisans défile avec un groupe d'anciens combattants muni d'un Union Jack se rendent à la rencontre de briseurs de grève en train de décharger des navires. Foster entre alors en confrontation avec les protestataires à l'aide de matraques et de gaz lacrymogènes. L'émeute se poursuit dans les rues de l'East End et plusieurs personnes nécessitent des traitements hospitaliers par la suite.

## Par la suite
Actif dans les affaires liés au vétérans durant l'entre-deux-guerres, il exerce la fonction de président de Légion royale canadienne de 1938 à 1940. Son mandat de chef de police prend fin lorsqu'éclate la Seconde Guerre mondiale en 1939, alors qu'il obtient la promotion de major-général.
En avril 1943, le premier ministre fédéral Mackenzie King le nomme commissaire aux Projets de défenses du nord-ouest canadien. King le décrit dans ses mémoires comme Un très bon gars avec beaucoup de tact. Je pense qu'il sera l'homme idéal pour ce poste ; également un ancien président des anciens combattants. Il a des connaissances, porte en lui de l'autorité et possède une excellente capacité d'organisation.,
Après la guerre, Forster est nommé à la tête de BC Hydro et tente d'endiguer les mouvements de création d'association syndicale dans l'entreprise.
Foster meurt à son domicile de Vancouver en décembre 1954 à l'âge de 80 ans.

## Décorations
- Ordre du Service distingué

## Hommages
Le mont Colonel Foster (en) sur l'île de Vancouver et le Forster Peak dans les Rocheuses sont nommés en son honneur. Il est aussi membre honoraire du chapitre britanno-colombien de la fraternité Phi Delta Theta de l'université de la Colombie-Britannique.